# Kpankou
Kpankou est un arrondissement du Département du Plateau au Bénin.

## Géographie
Kpankou est une division administrative sous la juridiction de la commune de Kétou,.

## Histoire
La tradition indique la présence antérieure d’un peuplement autochtone dans la région avant la fondation de Kétou. Les premiers arrivants Yoruba leur sont d’ailleurs redevables, puisqu'ils allumèrent leur premier feu grâce à la charité d’une certaine Iya Kpankou.

## Démographie
Selon le recensement de la population effectué par l'Institut National de la Statistique Bénin en 2013, Kpankou compte 27 078 habitants pour une population masculine de 13 173 contre 13 905 femmes pour un ménage de 4 326.